# Higiena menstruacyjna
Higiena menstruacyjna – higiena osobista kobiet podczas menstruacji. 

## Produkty do higieny menstruacyjnej

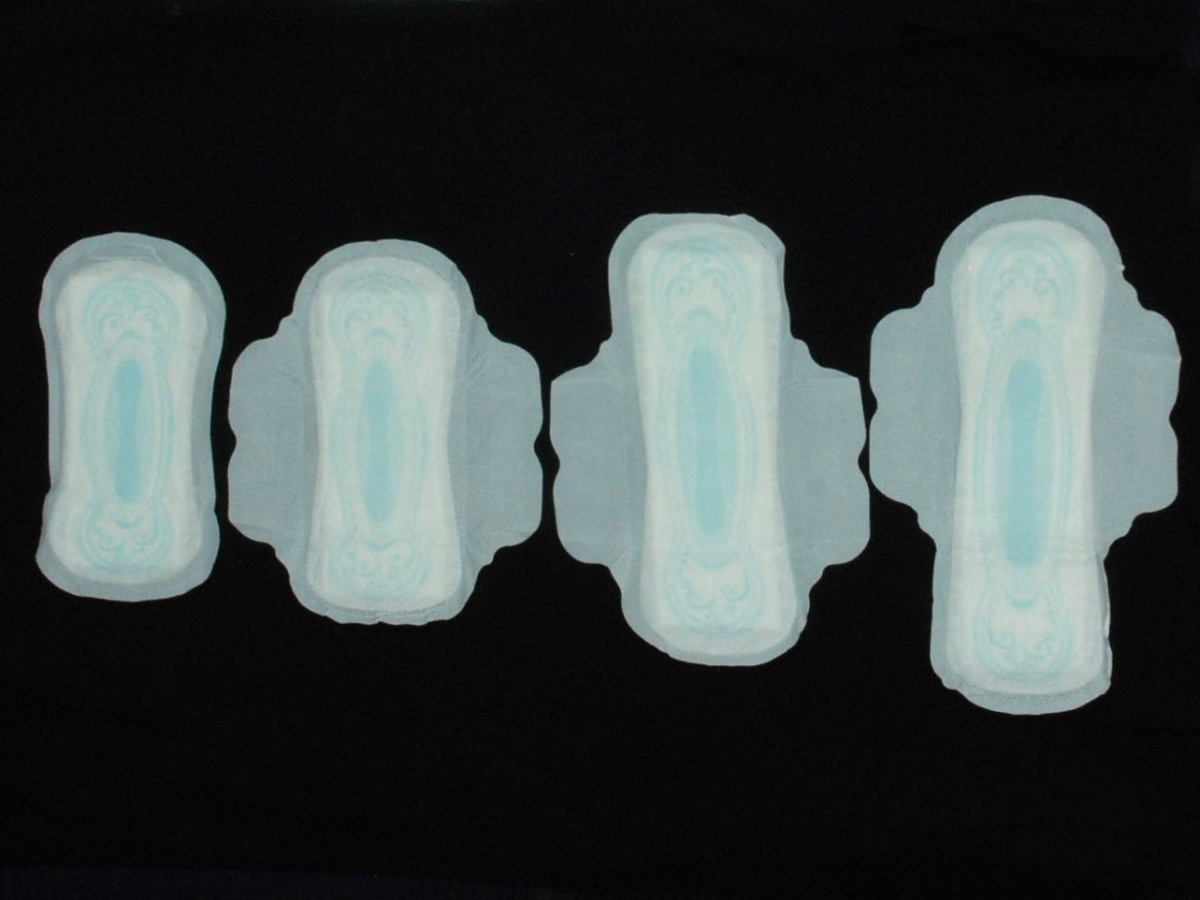
Podpaski, różne wielkości

### Jednorazowe
Do produktów jednorazowego użytku zalicza się:
- podpaski: wykonane są z absorbującego materiału, który jest noszony po wewnętrznej stronie bielizny w celu pochłaniania krwawienia miesiączkowego. Dostępne są w wielu różnych stopniach chłonności i o różnych długościach. Mogą mieć skrzydełka i samoprzylepny spód, aby utrzymać podpaskę na miejscu[1][2][3],
- wkładki higieniczne: podobne do podpasek, są jednak od nich mniejsze, cieńsze; stosowane w przypadku lżejszych miesiączek, krwawień międzymiesiączkowych i upławów lub jako dodatek do tamponów[4],
- tampony: wykonane z bawełny lub włókien wiskozowych materiały chłonne, które są wkładane do pochwy po to, by wchłaniały krwawienie miesiączkowe. Zwiększają swoją objętość pod wpływem wilgoci, zapobiegając w ten sposób przeciekaniu. Mogą być noszone do 8 godzin, po czym są usuwane za pomocą przeznaczonego do tego sznureczka i utylizowane. Dostępne są w różnych rozmiarach, a także z aplikatorem ułatwiającym zakładanie lub bez niego[1][2][3].

### Wielorazowe

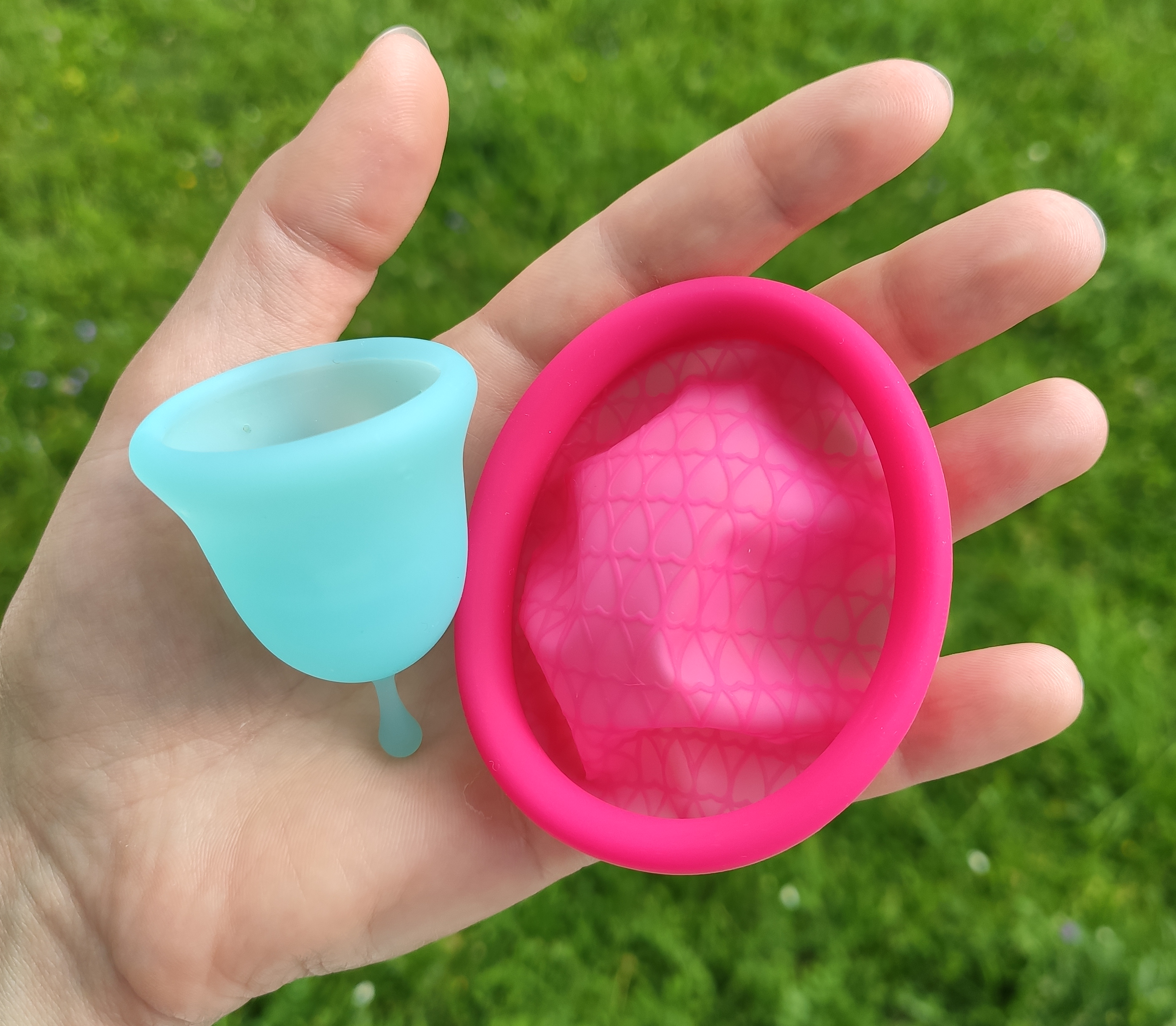
Kubeczek menstruacyjny (po lewej) i dysk menstruacyjny (po prawej)

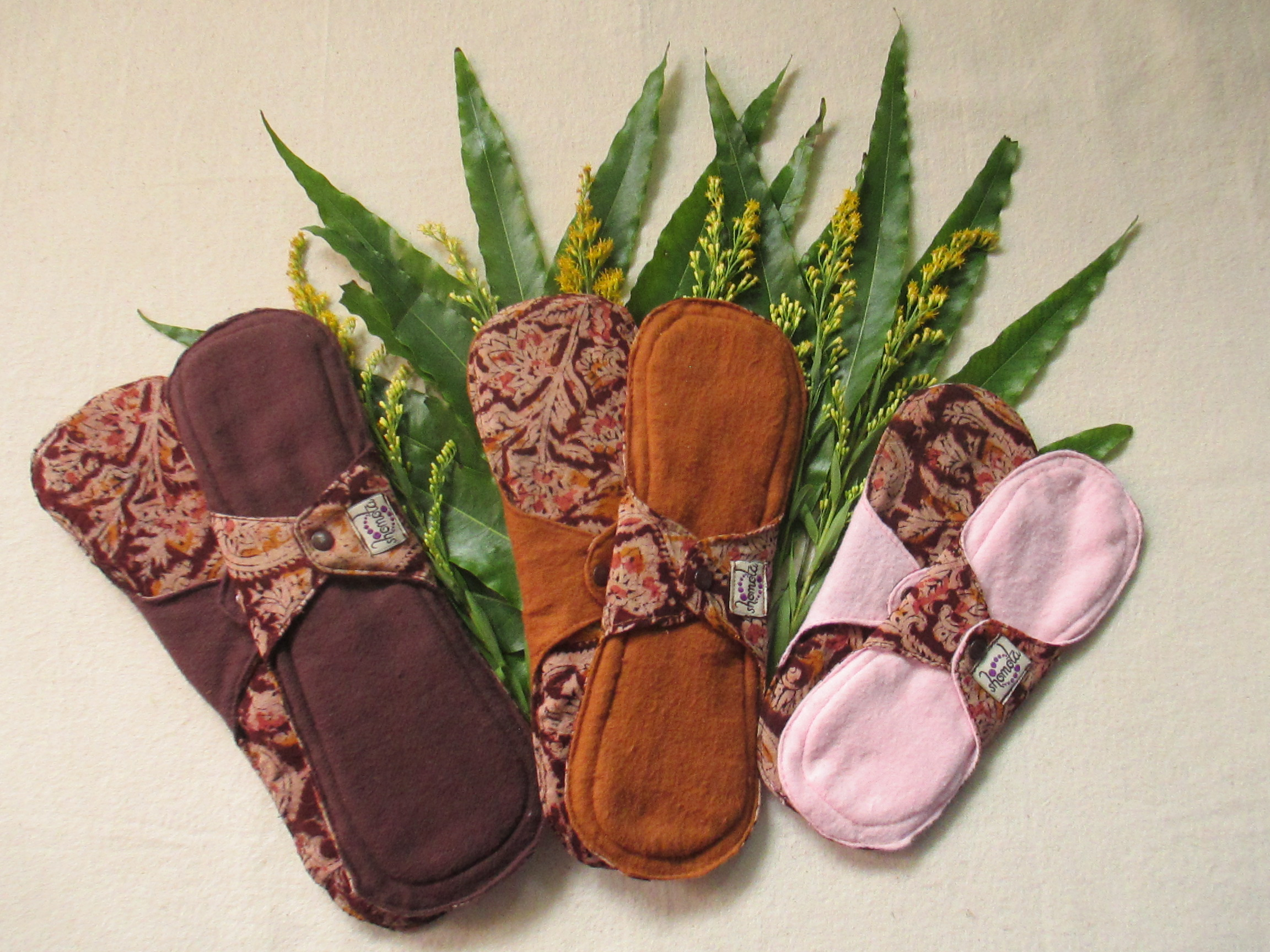
Materiałowe podpaski wielorazowe

Do wielorazowych produktów możemy zaliczyć:
- kubeczek menstruacyjny[1][2],
- dysk menstruacyjny[5],
- podpaski i wkładki materiałowe(inne języki)[1][2],
- majtki menstruacyjne[2][6].

## Zarządzanie higieną menstruacyjną
Zarządzanie higieną menstruacyjną wymaga dostępu do produktów do higieny menstruacyjnej, prywatności w celu zmiany tych materiałów oraz dostępu do punktów utylizacji zużytych środków do higieny menstruacyjnej.
Zarządzanie higieną menstruacyjną może być szczególnie trudne dla dziewczyn i kobiet w krajach rozwijających się, gdzie dostęp do czystej wody i toalet jest często niewystarczający. Ponadto ze względu na uwarunkowania kulturowe często trudno jest otwarcie rozmawiać o menstruacji. Ogranicza to dostęp kobiet i dorastających dziewcząt do istotnych i ważnych informacji na temat normalnych funkcji ich własnego ciała. Ma to bezpośredni wpływ na ich zdrowie, edukację i poszanowanie ich godności. Dostęp do takich informacji można uznać za prawo człowieka.

### Ubóstwo menstruacyjne
Ubóstwo menstruacyjne to termin używany do opisania braku dostępu do odpowiednich środków higieny menstruacyjnej i edukacji, w tym produktów sanitarnych (np. tamponów, podpasek, wkładek, kubeczków menstruacyjnych), toalet i metod pozbywania się zużytych produktów.

## Wpływ na środowisko
W ciągu całego życia osoba miesiączkująca w krajach rozwiniętych może zużyć od 5 000 do 15 000 podpasek i tamponów, tworząc około 180 kilogramów opakowań.
Pod względem wpływu na środowisko najgorsze są tampony, ponieważ zwykle zawierają one plastik lub mieszankę bawełny i sztucznego jedwabiu oraz włókien syntetycznych, pakowane są w papier i plastik, mogą być zaopatrzone w plastikowe sznureczki i plastikowe aplikatory, których nie można poddać recyklingowi. Najbardziej przyjazną dla środowiska opcją jest kubeczek menstruacyjny.

## Ryzyko dla zdrowia
Poszczególne produkty menstruacyjne mogą wiązać się z różnymi zagrożeniami dla zdrowia, niektóre z nich są udowodnione, a inne jedynie przypuszczalne.
Zespół wstrząsu toksycznego to rzadka choroba, która może wystąpić, gdy tampony są noszone zbyt długo, aczkolwiek nie jest ona bezpośrednio związana ze stosowaniem tamponów, lecz spowodowana toksynami wytwarzanymi przez bakterie z rodzaju streptococcus pyogenes lub staphylococcus aureus.
Niektórym firmom produkującym majtki menstruacyjne (jak Thinx, Ruby Love i Knix) wytoczono pozwy zbiorowe z powodu zawartości szkodliwych substancji , takich jak związki perfluoroalkilowe (PFAS), które są powiązane z negatywnymi skutkami dla zdrowia, takimi jak nowotwory.